# Gładka Przełęcz
Die Gładka Przełęcz (slowakisch Hladké sedlo, deutsch Gladkijoch oder Glatter Pass) ist ein Gebirgspass im Süden der polnischen Woiwodschaft Kleinpolen und der Slowakei in der Hohen Tatra. Der Pass befindet sich in den Gemeinden Bukowina Tatrzańska (Polen) und Vysoké Tatry (Slowakei) auf dem Hauptkamm der Tatra und verbindet das polnische Tal Dolina Pięciu Stawów Polskich mit dem slowakischen Tal Tichá dolina. Der Pass ist 1994 m n.p.m. hoch und grenzt an die Gipfel Gładki Wierch sowie Walentkowy Wierch.

## Tourismus
▬  Über den Pass führt ein rot markierter Wanderweg vom Tal Tichá dolina. Der Wanderweg vom Pass ins Tal Dolina Pięciu Stawów Polskich ist geschlossen.

## Erstbesteigung
Er wurde 1827 von Albrecht von Sydow zum ersten Mal urkundlich nachweisbar bestiegen.

## Weblinks

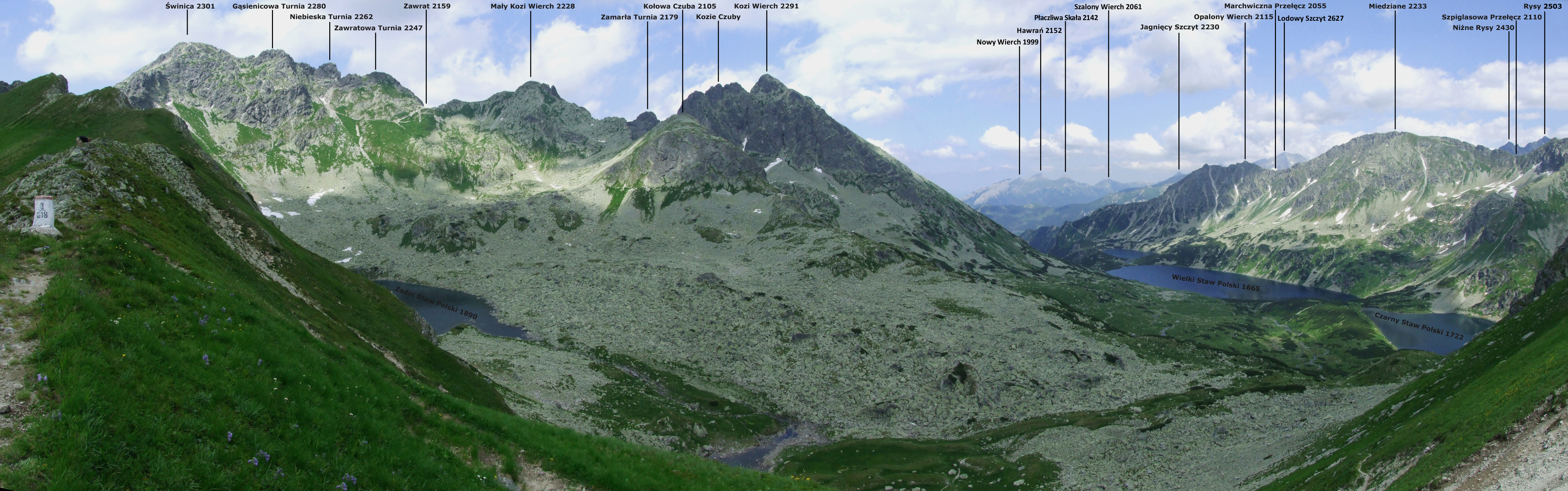
Blick vom Pass in das Tal Dolina Pięciu Stawów Polskich